# Cantonul Châteauneuf-en-Thymerais
Cantonul Châteauneuf-en-Thymerais este un canton din arondismentul Dreux, departamentul Eure-et-Loir, regiunea Centru, Franța.

## Comune
| Comune                      | Populație (1999) | Cod poștal | Cod INSEE |
| --------------------------- | ---------------- | ---------- | --------- |
| Ardelles                    | 218              | 28170      | 28008     |
| Le Boullay-les-Deux-Églises | 249              | 28170      | 28053     |
| Châteauneuf-en-Thymerais    | 2.618            | 28170      | 28089     |
| Favières                    | 531              | 28170      | 28147     |
| Fontaine-les-Ribouts        | 233              | 28170      | 28155     |
| Maillebois                  | 970              | 28170      | 28226     |
| Puiseux                     | 126              | 28170      | 28312     |
| Saint-Ange-et-Torçay        | 281              | 28170      | 28323     |
| Saint-Jean-de-Rebervilliers | 226              | 28170      | 28341     |
| Saint-Maixme-Hauterive      | 448              | 28170      | 28351     |
| Saint-Sauveur-Marville      | 924              | 28170      | 28360     |
| Serazereux                  | 542              | 28170      | 28374     |
| Thimert-Gâtelles            | 1.165            | 28170      | 28386     |
| Tremblay-les-Villages       | 2.258            | 28170      | 28393     |